# Варт-Вайнінген
Варт-Вайнінген (нім. Warth-Weiningen) — громада  в Швейцарії в кантоні Тургау, округ Фрауенфельд.

## Географія
Громада розташована на відстані близько 130 км на північний схід від Берна, 4 км на північний захід від Фрауенфельда.
Варт-Вайнінген має площу 8,2 км², з яких на 13,3% дозволяється будівництво (житлове та будівництво доріг), 53,3% використовуються в сільськогосподарських цілях, 27,9% зайнято лісами, 5,6% не є продуктивними (річки, льодовики або гори).

## Демографія
2019 року в громаді мешкало 1333 особи (+8,3% порівняно з 2010 роком), іноземців було 11,8%. Густота населення становила 162 осіб/км².
За віковим діапазоном населення розподілялося таким чином: 18,8% — особи молодші 20 років, 62% — особи у віці 20—64 років, 19,2% — особи у віці 65 років та старші. Було 574 помешкань (у середньому 2,3 особи в помешканні).
Із загальної кількості 584 працюючих 67 було зайнятих в первинному секторі, 138 — в обробній промисловості, 379 — в галузі послуг.